# Métropole du Nord-Est
La métropole du Nord-Est est une des dix anciennes métropoles ou arrondissements métropolitains de l'Église constitutionnelle en France.
Créée par la constitution civile du clergé en 1790, elle comprenait les sept diocèses des départements de la Marne, de la Meuse, de la Meurthe, de la Moselle, des Ardennes, de l'Aisne et du Nord.
Elle fut supprimée à la suite du concordat de 1801.

## Liste des évêques constitutionnels
- Nicolas Diot, évêque de la Marne ;
- Claude Marolles, évêque de l'Aisne ;
- Nicolas Philbert, évéque des Ardennes ;
- Joseph Monin, évêque des Ardennes ;
- Luc-François Lalande, évêque de la Meurthe ;
- François Nicolas, évêque de la Meurthe ;
- Jean-Baptiste Aubry, évêque de la Meuse ;
- Nicolas Francin, évêque de la Moselle ;
- Claude François Marie Primat, évêque du Nord ;
- Jacques-Joseph Schelle, évêque du Nord.

## Sources
- Paul Pisani, Répertoire biographique de l'épiscopat constitutionnel (1791-1802), A. Picard & Fils, Paris, 1907, p. 199-235.
- Tableau des évêques constitutionnels de France, de 1791 à 1801, Paris, 1827